# Castagneto Pia, Lapolda, Monte la Serra
Castagneto Pia, Lapolda, Monte la Serra este o arie protejată (arie specială de conservare — SAC, sit de importanță comunitară — SCI) din Italia întinsă pe o suprafață de 689 ha, integral pe uscat.

## Localizare
Centrul sitului Castagneto Pia, Lapolda, Monte la Serra este situat la coordonatele 41°46′01″N 15°38′00″E / 41.766944°N 15.633333°E.

## Înființare
Situl Castagneto Pia, Lapolda, Monte la Serra a fost declarat sit de importanță comunitară în iunie 1995 pentru a proteja 23 de specii de animale. Situl a fost protejat și ca arie specială de conservare în decembrie 2018.

## Biodiversitate
Situată în ecoregiunea mediteraneană, aria protejată conține 1 habitat natural: Păduri de Castanea sativa.
La baza desemnării sitului se află mai multe specii protejate:
- păsări (22): uliu porumbar (Accipiter gentilis), uliu păsărar (Accipiter nisus), caprimulg (Caprimulgus europaeus), porumbel de scorbură (Columba oenas), porumbel gulerat (Columba palumbus), ciocănitoare pestriță mare (Dendrocopos major), muscar-gulerat (Ficedula albicollis), capîntortură (Jynx torquilla), sfrâncioc roșiatic (Lanius collurio), Leiopicus medius, viespar (Pernis apivorus), pitulice sfârâitoare (Phylloscopus sibilatrix), ciocănitoarea verde (Picus viridis), pițigoi sur (Poecile palustris), sitar de pădure (Scolopax rusticola), turturică (Streptopelia turtur), huhurez mic (Strix aluco), sturzul viilor (Turdus iliacus), mierlă (Turdus merula), sturz-cântător (Turdus philomelos), sturz (Turdus pilaris), sturzul de vâsc (Turdus viscivorus)
- reptile (1): șarpele cu patru dungi (Elaphe quatuorlineata)

Pe lângă speciile protejate, pe teritoriul sitului au mai fost identificate 12 specii de plante, 3 specii de reptile.